# Pierres vivantes (catéchisme)
Pour les articles homonymes, voir Pierres vivantes.
Pierres vivantes est un livre qui se propose de résumer la foi et l'enseignement de l'Église catholique, paru le 15 avril 1981 aux éditions Catéchèse 80 et élaboré par la Conférence des évêques de France.
Livre très illustré, destiné à accompagner l'enseignement et ciblé vers les enfants français des milieux urbains, il a fait l'objet de nombreuses critiques, notamment de la part du cardinal Ratzinger, futur Benoît XVI.

## Histoire de l'élaboration de l'ouvrage

### Le besoin d'un nouveau catéchisme
Le dernier catéchisme émis par le Vatican était le Catéchisme de saint Pie X, paru en 1906. Cependant, l'Assemblée des cardinaux et archevêques de France en avait rédigé un, au niveau national, en 1947. À la suite du concile Vatican II, aucun catéchisme, ni « romain » ni français, en accord avec cet aggiornamento, n'était encore paru.

### La constitution dePierres vivantes
En 1971 est publié à Rome le Directoire de catéchétique générale. L'article 134 de ce document précise que la Sacrée Congrégation pour le Clergé examine et approuve les directoires de catéchèse, les catéchismes et les programmes de prédication de la Parole de Dieu réalisés par les conférences épiscopales.
En 1977, une Supplique à Paul VI au sujet de la catechèse en France est publiée, signée par une centaine de personnalités.
Une première ébauche de ce catéchisme apparaît avec les documents Il est grand le mystère de la foi (1978) et le Texte de référence (1979). Le prototype de Pierres vivantes est obtenu au mois de juin 1980. Approuvé par la Conférence des évêques de France lors de l'assemblée de Lourdes de septembre 1980, les deux évêques Georges Gilson et Louis Boffet présentent le texte original à la Congrégation pour le clergé lors de l'automne 1980. Le cardinal Silvio Oddi, préfet de cette dernière, l'approuve sous condition que des corrections soient effectuées, faisant confiance aux évêques de France quant à la rédaction finale voulue par le Vatican. Toutefois, la permission d'imprimer est assortie de la précision suivante : « nous n'avons pas d'approbation canonique à donner puisque ce n'est pas un catéchisme »en contradiction avec l'objectif poursuivi par les évêques de France: celui d'un nouveau catéchisme.
En avril 1981, 300 000 exemplaires sont distribués.

### Critique du cardinal Ratzinger
Deux ans après la publication de Pierres vivantes, le cardinal Joseph Ratzinger, alors préfet de la Congrégation pour la doctrine de la foi, tient une conférence à Lyon, en 1983, où il critique le nouveau catéchisme publié par l'épiscopat français, affirmant notamment que « ce fut une première et grave faute de supprimer le catéchisme », et en dénonçant « la grande misère de la catéchèse nouvelle », qui oublie « de distinguer le texte de son commentaire ».